# Episodi di Kommissariat 9 (prima stagione)
La prima stagione della serie televisiva Kommissariat 9 è stata trasmessa in anteprima in Germania dalla ARD tra il 16 luglio 1975 e il 22 ottobre 1975.
| nº | Titolo originale           | Titolo italiano | Prima TV Germania | Prima TV Italia |
| -- | -------------------------- | --------------- | ----------------- | --------------- |
| 1  | Tamaro-Bau GmbH. & Co. KG. | inedito         | 16 luglio 1975    | inedito         |
| 2  | Streben Sie vorwärts       | inedito         | 30 luglio 1975    | inedito         |
| 3  | Spekulationen              | inedito         | 6 agosto 1975     | inedito         |
| 4  | Guten Appetit              | inedito         | 13 agosto 1975    | inedito         |
| 5  | Herzlich eingeladen        | inedito         | 20 agosto 1975    | inedito         |
| 6  | Die Pyramide               | inedito         | 27 agosto 1975    | inedito         |
| 7  | Potemkin läßt grüßen       | inedito         | 3 settembre 1975  | inedito         |
| 8  | Import aus Fernost         | inedito         | 10 settembre 1975 | inedito         |
| 9  | Zum halben Preis           | inedito         | 17 settembre 1975 | inedito         |
| 10 | Kavaliersdelikte           | inedito         | 1º ottobre 1975   | inedito         |
| 11 | Ein ehrenwerter Mann       | inedito         | 8 ottobre 1975    | inedito         |
| 12 | Ich bin ein Europäer       | inedito         | 15 ottobre 1975   | inedito         |
| 13 | Schulden haben kurze Beine | inedito         | 22 ottobre 1975   | inedito         |